# Mahong
Mahong (kinesiska: 马洪乡, 马洪) är en socken i Kina. Den ligger i provinsen Sichuan, i den sydvästra delen av landet, omkring 360 kilometer sydväst om provinshuvudstaden Chengdu. Antalet invånare är 1 343. Befolkningen består av 663 kvinnor och 680 män. Barn under 15 år utgör 40 %, vuxna 15-64 år 53 %, och äldre över 65 år 5,0 %.
Genomsnittlig årsnederbörd är 1 233 millimeter. Den regnigaste månaden är juli, med i genomsnitt 279 mm nederbörd, och den torraste är januari, med 6 mm nederbörd.